# Franjevački samostan u Bijeljini
Franjevački samostan u Bijeljini bio je rimokatolički samostan koji je pripadao franjevcima.
Prvi ga put spominje popis kustodija bosanske vikarije od Bartula Pizanskog, nastao prije 1378. godine, među osam samostana u mačvanskoj kustodiji. Popis istih kustodija iz 1514. godine, što je neposredno pred turskim osvajanjem, spominje opet samostan „S. Mariae Campaniae“ tj. „S. Mariae Campo“ kod Bijeljine (Biblina). Dominik Mandić ga locira kod Bijeljine, Krunoslav Draganović se slaže s Mandićem ali u svom zemljovidu ne ucrtava dva bijeljinska samostana, nego samo jedan. Čini se da je samostan u Polju nadživio bijeljinski koji je vjerojatno nestao u akindžijskim provalama i haranjima. Prvi osmanski popisi ni ovaj ni samostan sv. Marije, ni u sumarnom defteru iz 1533. godine, niti u detaljnom defteru iz 1548. godine. Trag postojanja je u susjednoj, korajskoj nahiji.